# Compromesso di Ioànnina
Il compromesso di Ioannina è un accordo raggiunto il 29 marzo 1994 nella città greca di Giannina, durante un consiglio straordinario degli Stati membri dell'Unione europea, all'indomani dell'adesione di Austria, Finlandia e Svezia.
Oggetto del compromesso è la definizione del numero minimo di voti necessario al costituirsi di una "minoranza di blocco". Con l'aggiungersi di nuovi membri ai dodici originari, infatti, si temeva una diminuzione non solo sostanziale ma anche formale del valore del voto d'opposizione espresso dai singoli stati in seno al Consiglio dell'Unione europea.
Il compromesso stabilisce che, nel caso in cui una minoranza non costituisca ostacolo ad una maggioranza qualificata, ma sia comunque importante in termini numerici (23-25 voti), il Consiglio debba dibattere ulteriormente l'argomento, procrastinando per un tempo ragionevole il voto al fine di raccogliere un consenso più ampio di quello che, pur sufficiente, risulterebbe tuttavia esiguo.
Come per il  compromesso di Lussemburgo si tratta di un accordo esclusivamente politico in quanto non approvato con la procedura di revisione di cui all'art 48 TCE.